# Kahlil Feegel
Kahlil Feegel (* 4. Februar 1983 in Berlin) ist ein deutscher Musiker, (Filmmusik-)Komponist und Musikproduzent. Er veröffentlicht ebenfalls unter den Künstlernamen Kaleel und PureKaozz.

## Leben
Kahlil Feegel wird 1983 in Berlin geboren. Schon mit 17 zieht der musikbegeisterte Kahlil aus seinem Elternhaus aus, um sein erstes Studio aufzubauen. Dort produziert er sich selbst und andere Künstler.
Nach Abschluss der SAE, Engagements und Projekten in Studios in Bremen, Hannover und Hamburg nimmt er 2005 eine Festanstellung als Komponist und Sounddesigner bei der Audioforce GmbH an. 2007, im Alter von 24 Jahren, macht er sich unter „Pure Kaozz Productions“ selbständig. 2009 gründet er zusammen mit Steve Patuta die Nine O’Clock Music-Studios in Berlin-Friedrichshain.

## Arbeit und Werke
Er komponiert Musik für nationale sowie Internationale TV- und Kinowerbung, für Kampagnen von Unternehmen wie Audi, Mercedes, Katjes, BMW, Ford, 1&1, Warsteiner, Bauer, McDonald’s, Saturn, Euronics, Microsoft, Bitburger. Darüber hinaus ist er für die Soundbrandings/Audiologos von EnviaM, Euronics und Volksbank verantwortlich.
Er ist als Produzent an dem Song „Love Alone“ der koreanischen Girl Band „Miss A“ beteiligt, welcher es 2011 bis auf Platz 5 der koreanischen Charts schafft. Zuvor hatte er schon die ersten Erfolge als Produzent der Rapformation „Kaleel und CSP“ produziert, schrieb und remixt auch für Kim Gloss, Oliver Koletzki, Hakiki Rolex, Der 12. Mann und die Atzen.
Für Kinofilme wie „Eine Insel Namens Udo“ (Hauptrolle: Kurt Krömer und Fritzi Haberlandt; Regie: Markus Sehr), „Kriegerin“ (Regie: David Wendt), „Beyond“ (Hauptrolle: Jon Voight; Regie: Josef Rusnak), „Das Kind“ (Hauptrolle: Eric Roberts, Natasha Henstridge, Ben Becker; Regie: Zsolt Bács, nach dem Bestseller „Das Kind“ von Sebastian Fitzek) und „Inuk“ (Regie: Mike Magidson) arbeitet er an der Filmmusik. Außerdem komponiert und produziert Kahlil Musik für diverse Großveranstaltungen und Events von Unternehmen wie Audi, VW, Bugatti und Lamborghini.

## Diskografie
- 2003: Kaleel & CSP – KABOOM (Album)
- 2005: Kaleel & CSP – 2000Fist EP
- 2005: Kaleel & CSP – Vorsicht! (Auf: Hamburg Lädt Ein - 13 Geballte Tracks Aus Dem Untergrund!)
- 2006: DJ Hightime – Kopfnicker 2 EP
- 2006: Kaleel & CSP – Fremd im eigenen Land
- 2006: Kaleel & CSP – Lost@Web EP
- 2007: Pure Kaozz – Berlin Bullets
- 2008: Pure Kaozz – Pure Fire
- 2009: Donato – Smackdown (Brainstorming EP)
- 2009: Church of Synth – The Church of Synth
- 2010: Inuk – Original Soundtrack
- 2010: Hakkiki Rolex – Hakkiki Rolex EP
- 2011: Kaleel – Hol Die Kanne Raus (Kriegerin OST)
- 2011: Kim Gloss – Rockstar EP Pure Kaozz RMX
- 2011: Kim Gloss – Crispy (Album)
- 2011: Miss A – Love Alone (A Class)
- 2011: Der 12. Mann – Ganz nach Oben
- 2011: Oliver Koletzki – Hypnotized Remix (Großstadtmärchen)
- 2011: Melloy – Jetzt und Hier EP
- 2011: Die Atzen – Schick Deine Butter (Partychaos)
- 2013: Das Kind/The Child – Original Soundtrack

## Filmografie
- „Eine Insel Namens Udo“ (Regie: Markus Sehr; Hauptrollen: Kurt Krömer, Fritzi Haberland)[1]
- „Kriegerin“ (Regie: David Wendt; Hauptrolle: Alina Levshin)
- „Beyond“ (Regie: Josef Rusnak; Hauptrolle: Jon Voight)
- „Das Kind“ (Regie: Zsolt Bács; Hauptrollen: Eric Roberts, Ben Becker)
- „Inuk“ (Regie: Mike Magidson; Hauptrolle: Ole Jørgen Hammeken)
- „Bending the Rules“ (Regie: Artie Mandelberg; Hauptrollen: Adam Copeland, Jamie Kennedy)